# 葛祥熊
葛祥熊，浙江省寧波府慈谿縣人，清朝政治人物、進士出身。
光緒十六年，登進士，同年五月，著交吏部掣签，分发各省以知县即用。1896年，接替林钧泽任娄县知县一职，1897年由夏书绅接任。